# Ryan's World
Thế giới Ryan hay Ryan's World (trước là Ryan ToysReview) là một kênh YouTube dành cho thiếu nhi quay bởi Ryan Kaji, một cậu bé chín tuổi (tháng 6 năm 2020), cùng mẹ (Loann Kaji), bố (Shion Kaji), và em gái sinh đôi (Emma và Kate).
Kênh YouTube này thường ra video mới mỗi ngày. Một trong những video của kênh, với tựa đề "Huge Eggs Surprise Toys Challenge", có hơn 2,0 tỷ lượt xem tính đến tháng 8 năm 2020, khiến nó là một trong 60 video được xem nhiều nhất YouTube. Tính đến tháng 8 năm 2020, kênh này đã có hơn 26 triệu người đăng ký, với tổng lượt xem là hơn 40 tỷ. Đây là một trong 100 kênh YouTube có nhiều lượt đăng ký nhất.
The Verge mô tả kênh này là "một sự kết hợp giữa vlog cá nhân và video 'mở hộp', một sự pha trộn giữa tuổi thơ hồn nhiên và chủ nghĩa tiêu dùng mãnh liệt, choáng ngợp". Theo Forbes, Kaji thu về 11 triệu USD giữa năm 2016 và 2017 và là YouTuber có doanh thu cao thứ tám; trong năm 2018 và 2019, cậu là YouTuber có doanh thu cao nhất, thu về lần lượt là 22 triệu và 26 triệu USD từ video và các dòng sản phẩm tại Walmart. Tính đến 11 tháng 7 năm 2019, cậu đã phát hành hãng kem đánh răng và bàn chải của mình.
Kênh YouTube cũng có những phiên bản ngôn ngữ khác như tiếng Tây Ban Nha và tiếng Nhật với tên gọi lần lượt là  "Ryan's World Español", và "ライアンズ ・ワールド".

## Lịch sử
Kaji bắt đầu làm video YouTube tháng 3 năm 2015 sau khi xem những kênh đánh giá đồ chơi khác như EvanTubeHD và hỏi mẹ mình, "Sao con không ở trên YouTube còn những đứa trẻ khác thì được?" Mẹ của Kaji quyết định nghỉ việc giáo viên dạy hóa để giúp con làm kênh YouTube toàn thời gian.
Trước khi đi vào YouTube, gia đình thay họ thật của mình (Guan) với cái họ Kaji.
Năm 2017, bố mẹ Kaji ký một hợp đồng với PocketWatch, một công ty khởi nghiệp truyền thông trẻ em thành lập năm 2016 bởi Chris Williams và Albie Hecht. PocketWatch làm marketing và vật phẩm cho kênh YouTube của Ryan. Năm 2018, Ryan ToysReview, hợp tác cùng PocketWatch và WildWorks, tạo một ứng dụng với tên gọi Tag with Ryan, một trò chơi chạy vô tận hướng đến trẻ em, cho nền tảng iOS và Android. Năm 2019, Ryan ToysReview và PocketWatch sản xuất một loạt phim truyền hình dài 20 tập cho trẻ em, Ryan's Mystery Play-date. Ngày 1 tháng 11 năm 2019, Outright Games phát hành một tựa game với tên gọi Race With Ryan, một trò chơi đua, với Kaji và nhân vật từ Ryan's World, cho PlayStation 4, Xbox One, Nintendo Switch và Microsoft Windows.

## Giải thưởng
- Đạt nút bạc, nút vàng, nút kim cương YouTube (kênh Ryan's World)
- Đạt nút bạc, nút vàng YouTube (kênh Kaji Family)